# Iglesia de Santa Maria foris portas

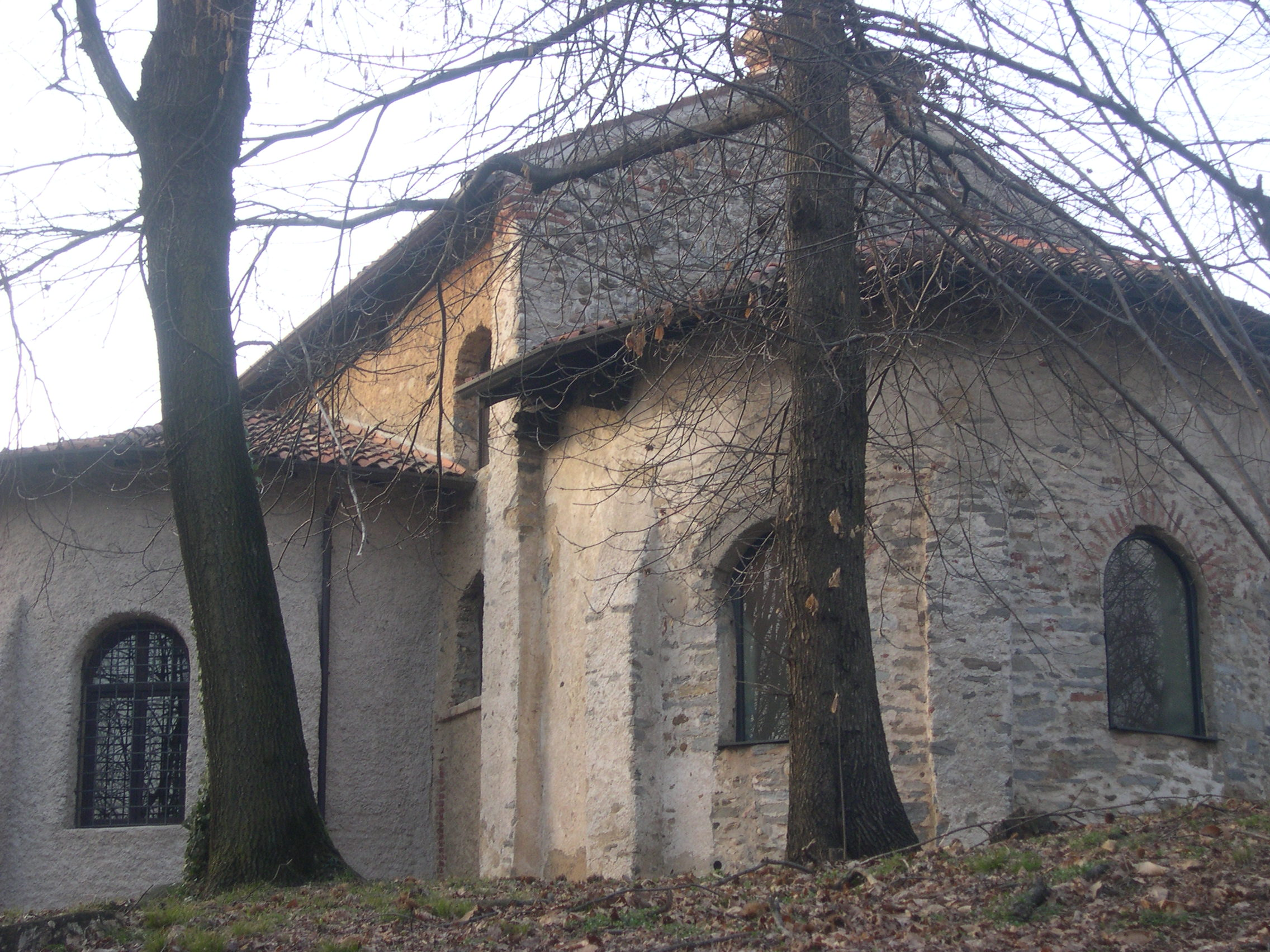
Las ábsides.

La iglesia de Santa María foris portas se encuentra en el municipio de Castelseprio en la provincia de Varese, a una altura de 200 metros de la muralla de un antiguo castrum a partir del cual recibió el nombre del latín medieval. 
Es el edificio más antiguo de Castelseprio, el único que sobrevivió a la destrucción y al abandono del antiguo barrio fortificado, gracias a la devoción ligada al lugar de culto. El motivo de interés principal es el original y bien conservado ciclo de frescos que decora el vano del ábside, entre los testimonios más importantes de la pintura mural europea de la Alta Edad Media.

## Exterior
La estructura arquitectónica ha sido fechada, gracias a exámenes físicos y químicos, en el siglo IV, ya que por falta de obras semejantes en la zona no fue posible comparar con otras del mismo período.
La iglesia se presenta con una gran simplicidad, precedida por un atrio con un gran arco, abierto en el siglo XVII, mientras que la planta es de una sola nave rectangular, no muy larga, con un ábside para cada lado además del de la entrada. Las tres ábsides son iguales con excepción de la disposición de las ventanas. Están reforzadas por contrafuertes externos y cubiertas por pendientes semicónicos.
Las excavaciones realizadas en las cercanías de la estructura permitieron encontrar restos de construcciones adyacentes, que la historiografía tiende a considerar como casas privadas de los condes y de los Guastaldi del Seprio, en una época en la que, tras el período carolingio, el edificio era usado como iglesia privada. También se encontró una fosa, de época sucesiva a los mismos edificios que se unía al sur con otra fosa artificial y a este con un cañón.
El hecho que se haya descubierto en las cercanías de la iglesia, a poca distancia del atrio, una tumba de época carolingia hace presumir la presencia de una zona funeraria reservada a los señores feudales del lugar.

## Interior
En el interior la iglesia debía estar cubierta de frescos y estucos, mientras que el pavimento presentaba motivos con teselas de mármol, similares a los de las basílicas paleocristianas de Milán.

### Frescos
Los frescos antiguos que han quedado se encuentran en las paredes del ábside central, además del lado que da hacia la iglesia, separado de la nave por una pared donde se abre un arco de medio punto. Fueron descubiertos en los años 40 y desde entonces se han dado diversas opiniones sobre su datación aunque ninguna suficientemente convincente.

#### Iconografía

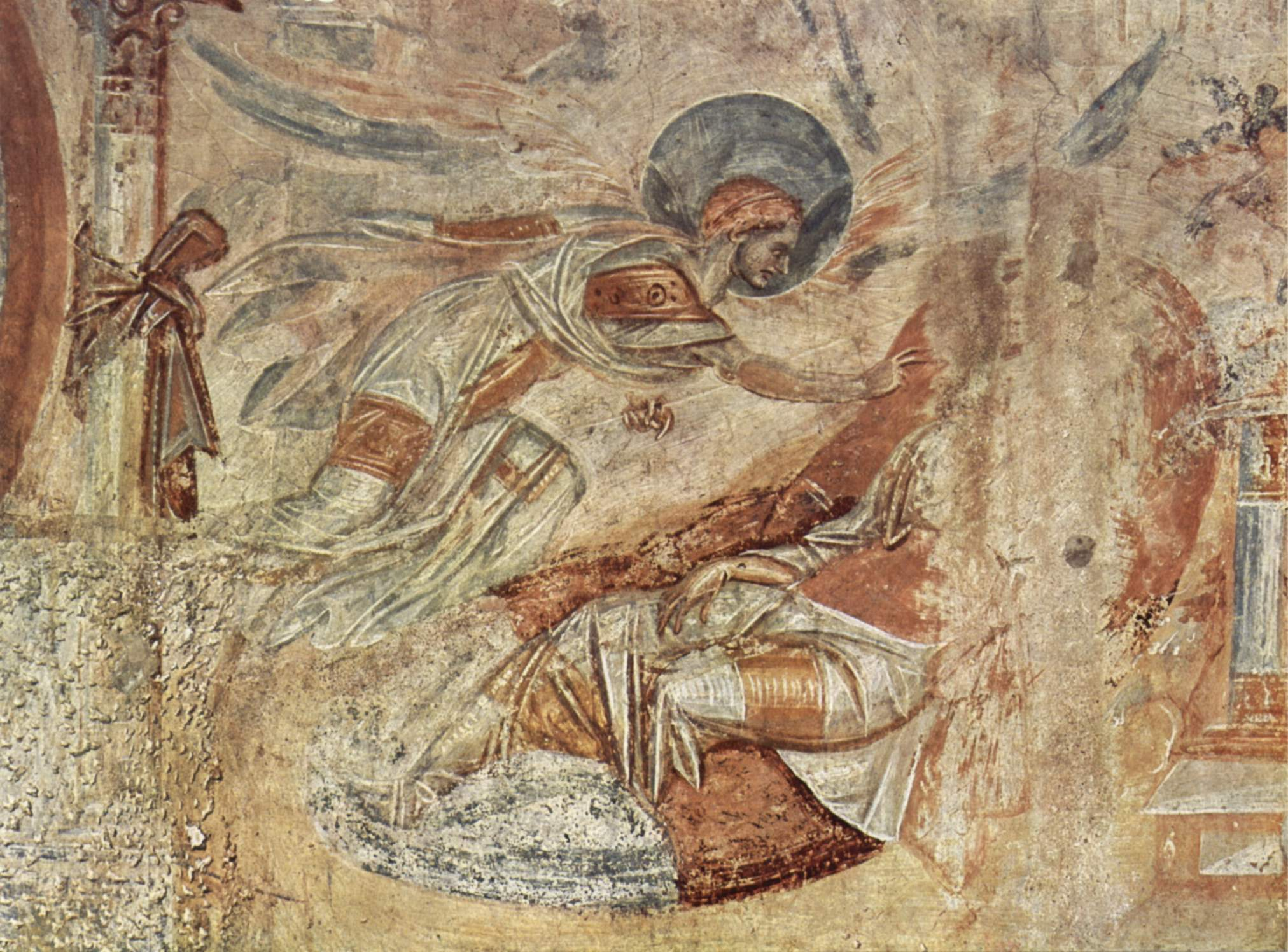
Maestro di Castelseprio, Sueño de san José.

La iconografía es la de las Escenas de la infancia de Cristo y se lee desde lo alto de la pared que da al exterior, donde se siguen en el siguiente orden:
- La Anunciación
- La visitación
- La prueba de las aguas amargas
- El “sueño de José”
- El viaje a Belén

Entre escena y escena, sobre las ventanas, había pinturas de medallones. Se conserva solo el central: Cristo bendiciendo.
Un segundo orden inferior tiene intervalos de ventanas y cuenta con las siguientes escenas:
- La adoración de los magos
- La Navidad
- Fragmentos de dos escenas difícilmente identificables.

En la contrafachada del ábside se encuentran dos Ángeles volando con el cetro y el globo, que miran al medallón central de la etimasia (trono vacío de Cristo), al cual llevan simbólicamente los dones. En el registro inferior se encuentra la representación del Anuncio a los pastores a la izquierda, mientras que la escena de la derecha se ha perdido casi completamente.
Finalmente, en la parte más baja, quedan las marcas de una cara decorada con guirnaldas y nichos falsos cerrados por tiendas de las que salen algunos pajaritos y un trono con el libro cerrado.
La elección de las escenas está focalizada a una completa descripción del dogma de la Encarnación, a sostener la consubstancialidad de Cristo, a través del recurso a episodios narrados en los evangelios apócrifos, como el Protoevangelio de Santiago y el Evangelio del pseudo-Mateo, a través de simbologías complejas.
La calidad de las pinturas, atribuidas genéricamente al así llamado Maestro de Castelseprio es muy alta, con una narración fluida que recuerda los rótulos ilustrados tardo-antiguos, la capacidad de crear un espacio realista y tridimensional, trazos expresivos, poses, gestos y expresiones elocuentes de los rostros.
La técnica pictórica es sabia, con pinceladas decididas, tonos que muestran una luminosidad difusa, sombras bien definidas y relieves suaves.

#### La datación

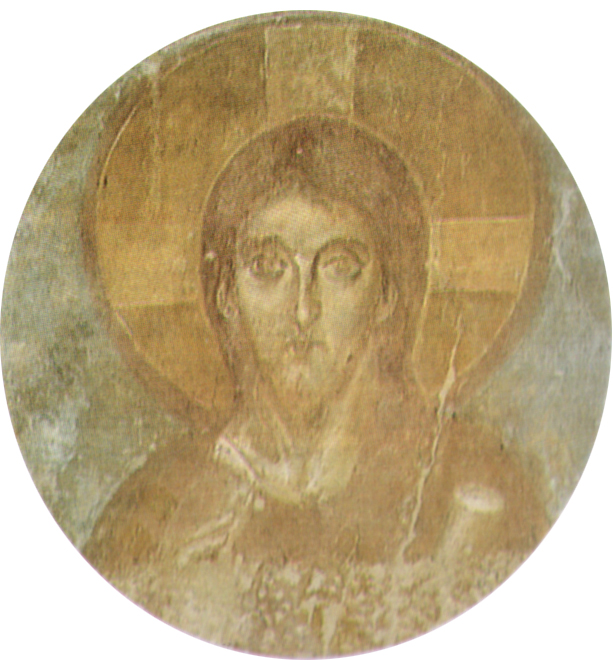
El Cristo bendiciendo.

La datación de los frescos no ha sido todavía resuelto por los historiadores del arte y presenta un problema todavía abierto y discutido, aunque resulta claro que han sido realizados antes del año 948, ya que existe una inscripción sobre la patina pictórica que recuerda a Arderico, arzobispo de Milán hasta esa fecha. Las hipótesis son tres:
1. Realizadas entre el siglo VII y VIII, por un pintor bizantino anterior a la iconoclasia, comparable con obras romanas de la época del Papa Juan VII.
2. Realizadas por un pintor constantinopolitano, llegado a Italia entre el siglo VIII y el IX, que huía de la lucha iconoclasta. Se usan, a modo de prueba, las semejanzas (por ejemplo, en el rostro del Cristo bendiciendo ) con mosaicos que sobrevivieron del ábside de la iglesia de Santa Sofía de Constantinopla.
3. Realizadas por un pintor balcánico del renacimiento macedónico (siglos IX-X) por las similitudes con las miniaturas del mismo período.

La hipótesis más acreditada es la segunda, pues también hace plausibles otras influencias como las del arte carolingio (soltura de los signos, detalles de los vestidos de los ángeles y del nimbo de Cristo) que se encuentran, por ejemplo, en el Salterio de Utrecht.
También la datación de la construcción resulta controvertida: mientras según algunos historiadores se podría colocar en el siglo VII (Bognetti), para otros, a causa de las particularidades arquitectónicas y estructurales encontradas en el edificio, podría incluso ser de fines del siglo V o inicios del VI, durante el período llamado goto-teodoriciano (Sironi). Gracias a complejos exámenes físico-químicos se ha podido confirmar la datación del siglo IV.